# Zbigniew Tomkowski
Zbigniew Tadeusz Tomkowski (ur. 12 czerwca 1938) – polski działacz sportowy, dyrektor Centralnego Ośrodka Sportu Ośrodka Przygotowań Olimpijskich w Spale, działacz sportowy w Tomaszowie Mazowieckim.

## Ordery i odznaczenia
- Krzyż Komandorski Orderu Odrodzenia Polski (2004)[4]
- Krzyż Oficerski Orderu Odrodzenia Polski (1997)[5]
- Tytuł „Człowieka Sportu” w Plebiscycie Przeglądu Sportowego 2012[6]